# Espectros (peça)

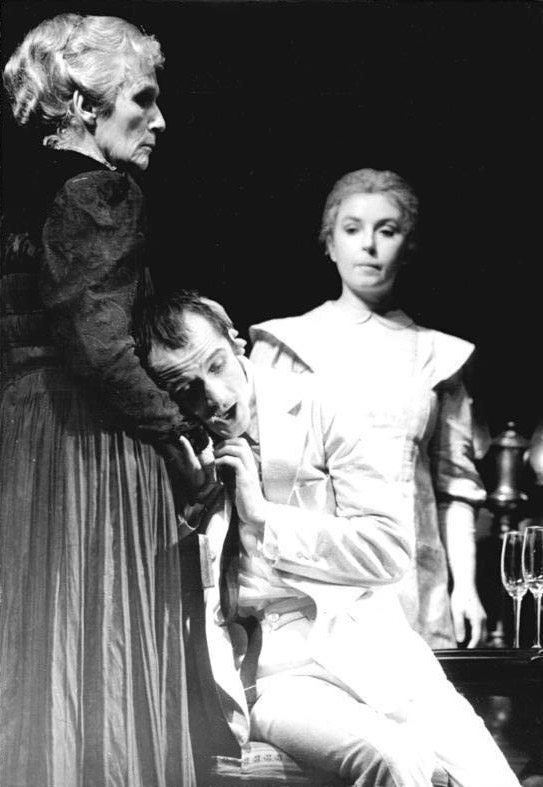
Cena da peça “Espectros” em Berlim, a 18 de novembro de 1983, no Kammerspiele (Chamber Play Theatre), apresentando os atores Inge Keller, Ulrich Mühe e Simone von Zglinicki.

Espectros (em norueguês Gengagere) é uma peça teatral escrita pelo dramaturgo norueguês Henrik Ibsen. Escrita e publicada em 1881, causou vários protestos, sob a acusação de pregar o “amor livre”, e violar “tabus”, e muitos exemplares do livro foram devolvidos ao editor. A primeira edição do livro foi realizada pela Gyldendalske Boghandels Forlag, em Copenhage, a 13 de dezembro de 1881 em uma edição de 10000 exemplares.

## Personagens
- Mrs. Helene Alving, uma viúva.
- Oswald Alving, seu filho.
- Pastor Manders.
- Jacob Engstrand, um carpinteiro.
- Regina Engstrand acredita ser filha de Jacob Engstrand, mas atualmente é filha do Capitão Alving. Ela também é empregada de Mrs. Alving.

## Sumário
Helen Alving está prestes a dedicar um orfanato que ela construiu, em memória de seu falecido marido, o Capitão Alving. Ela revela ao seu conselheiro espiritual, Pastor Manders, que ela tem escondido os males de seu casamento, e construiu o orfanato para esgotar a riqueza de seu marido, para que seu filho, Oswald, não possa herdar nada dele. Pastor Manders a aconselhara a voltar para seu marido, apesar de ele ser infiel, e ela seguira seu conselho, na crença de que seu amor por seu marido acabaria por transformá-lo.
No entanto, o marido continuou infiel até sua morte, e a Sra. Alving não foi capaz de deixá-lo, pelo receio de ser rejeitada pela comunidade. Durante a ação da peça, ela descobre que seu filho Oswald (a quem ela tinha mandado embora para que ele não fosse corrompido por seu pai) está sofrendo de sífilis hereditária, além de ter se apaixonado por Regina Engstrand, empregada da Sr. ª Alving, que se revela ser uma filha ilegítima do Capitão Alving, e, assim, meia-irmã do próprio Oswald.
A peça termina com a Sra. Alving tendo que decidir se quer ou não proceder à eutanásia de seu filho Oswald, de acordo com seus desejos. Sua escolha é deixada desconhecida.

## Histórico
Ibsen estava morando em Roma, quando iniciou o primeiro rascunho da peça, em junho de 1881, porém tal rascunho não sobreviveu. O segundo esboço, com correções, foi preservado.
Ghosts foi publicado pela Boghandels Gyldendalske Forlag, em Copenhague, em 13 de dezembro de 1881, com uma edição de 10 000 exemplares. O livro causou grande repercussão, com reações de horror e raiva mediante o niilismo, o ataque aos valores da igreja, a defesa do amor livre, e a violação de tabus como o incesto e a sífilis. O protesto afetou as vendas do livro e grandes quantidades de exemplares não vendidos foram devolvidos para a editora. Os proprietários de livrarias tinham vergonha de ter o livro.

## Estreia teatral

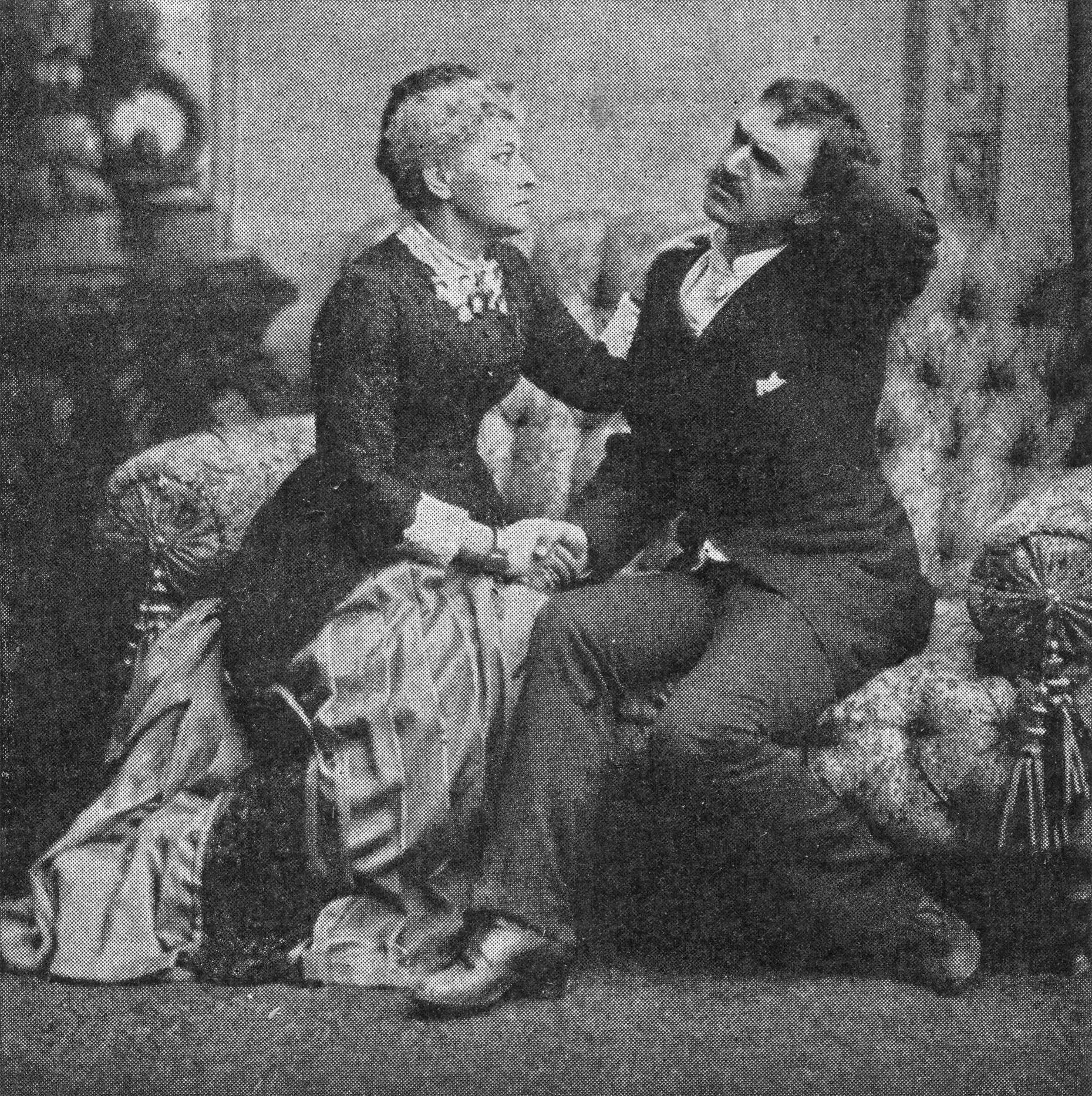
Hedvig Winterhjelm e August Lindberg representam na peça Gengagere, na primeira produção europeia da peça, em 1883.

Espectros foi enviado para um número de salas na Escandinávia, mas todos eles recusaram a peça, incluindo o Det Kongelige (Royal) Teater, em Copenhague, Nye Teatern e Dramaten em Estocolmo e o Christiania Theater. A peça foi censurada e passou a ser representada apenas em teatros livres, impedida inicialmente de ser representada nos principais teatros escandinavos.
Em 13 de março de 1881, a peça teve uma única apresentação particular, em Londres, no Royalty Theatre. A censura de Lorde Chamberlain Office foi evitada pela formação de somente uma produção pela Independent Theatre Society, que incluía George Bernard Shaw, Thomas Hardy e Henry James entre os seus membros.
Assim, a estreia mundial de “Espectros” aconteceu no Aurora Turner Hall, em Chicago, a 20 de maio de 1882, e esta foi a primeira vez que Ibsen teve uma peça realizada em solo americano. A peça foi representada em norueguês para uma platéia de imigrantes escandinavos. Mrs. Alving foi interpretada pela atriz dinamarquesa Helga von Bluhme, e as outras personagens por amadores dinamarqueses e noruegueses.
A primeira produção europeia da peça foi em Hälsingborg, em 22 de agosto de 1883, pela Companhia Sueca August Lindberg. Lindberg também dirigiu e fez o papel de Osvald ele mesmo. Após a primeira noite em Hälsingborg, a produção foi levada a Copenhage, Estocolmo e - pela primeira vez em solo norueguês - no Møllergaten Theater, em Cristiânia, a 17 de outubro de 1883. A produção recebeu críticas muito boas e foi realizada nada menos que 75 vezes durante o outono de 1883.

## Considerações críticas
Otto Maria Carpeaux em seu Estudo Crítico de Henrik Ibsen observa que Espectros é “a maior tragédia do teatro moderno”, e que “o verdadeiro herói de Gengagere é Helene Alving: culpada ativa e vítima passiva em uma pessoa. Essa mãe é da estirpe dos Édipos, das Antígonas, das grandes figuras da tragédia grega”.

## Traduções em língua portuguesa

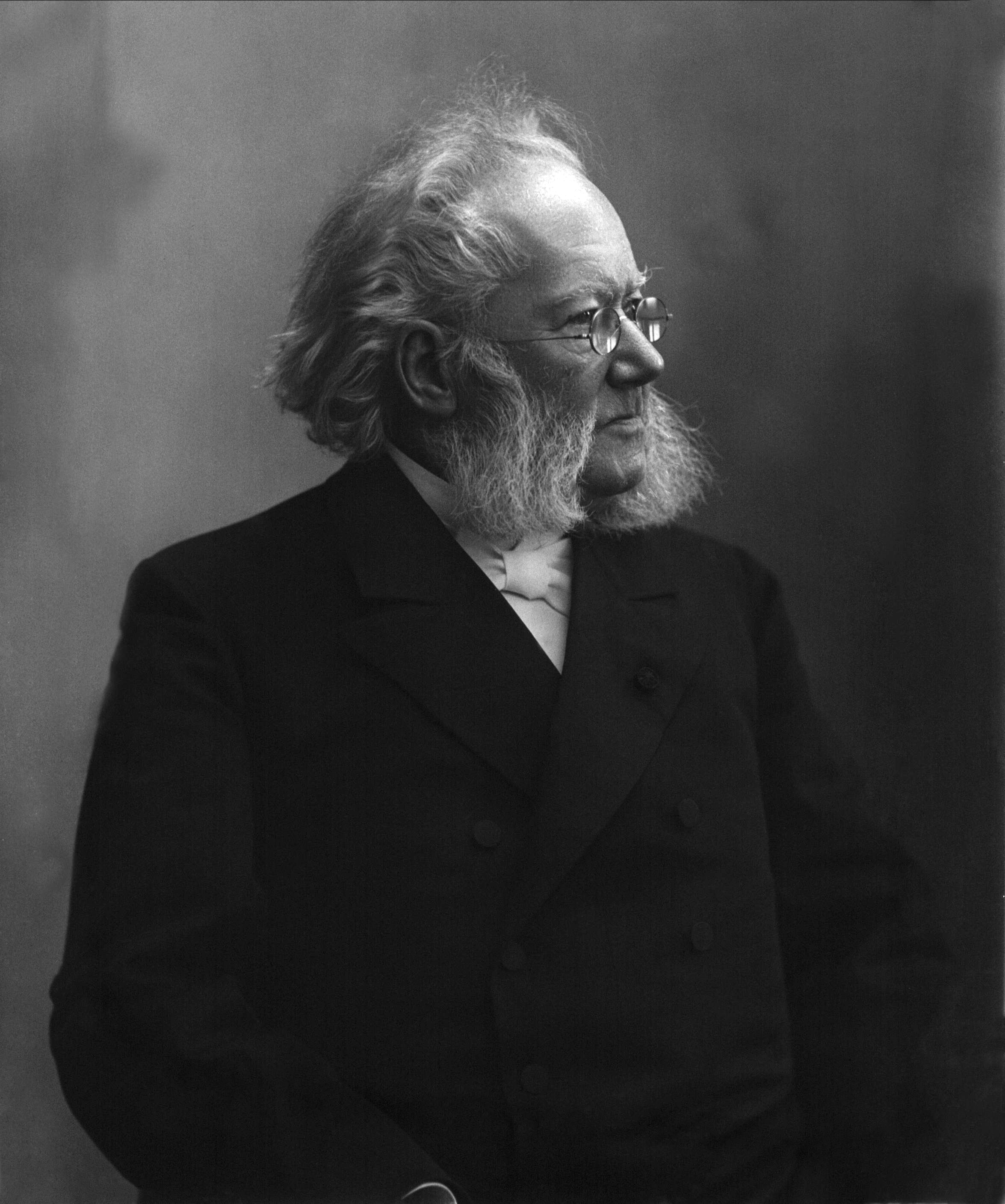
Henrik Ibsen fotografado por Gustav Borgen.

- Emília Araújo Pereira. “Espectros: drama em 3 actos”. Lisboa: Editora Guimarães, 1915. Reedição em 1959, com revisão de A. Reis Machado.[3]
- Avelar Pereira. “O Espectro”. Datilografado em data indeterminada, faz parte do acervo da SBAT.[13]
- Coimbra Lobo. “Os espectros”, Lisboa: Livraria Popular de Francisco Franco, Coleção Biblioteca Dramática Popular, s.d.
- Augusto Joaquim Leone Soutello. “Os Espectros” (Biblioteca Dramática Popular, 325). Editado pela Livraria Popular de Francisco Franco, em Lisboa, em data indeterminada. Essa tradução foi utilizada no espetáculo “Os Espectros” sob direção de Osmar Rodrigues Cruz, em São Paulo, 1948.[14]
- José Pérez. Na obra “Espectros/ Uma casa de bonecas”, pela Editora Cultura, São Paulo, 1942, com prefácio e organização de José Perez (Série Clássica de Cultura: Os Mestres do Pensamento, 25). Essa tradução foi utilizada nos três espetáculos: o primeiro, “Espectros” sob direção de João Ceschiatti, São Paulo, 1942; o segundo, “Espectros”, sob direção de Armando Chaves, em Natal, 1948; o terceiro, “Espectros”, sob direção de Lauro Simões Gonçalves, em Ponta Grossa, em 1949.
- Alfredo Ferreira. “Os espectros”. Tradução para a peça homônima dirigida por Garcia Xavier em 1958, em recife, e que teve reestreia em 1966, no Rio de Janeiro.
- Pontes de Paula Lima. “Os espectros”. Tradução feita nos anos 60, utilizada nos espetáculos homônimos de 1961, dirigido por Ziembinski, no Rio de Janeiro, e de 1965, dirigido por  Alberto D’Aversa, em São Paulo.[15]
- Fernando Ribeiro Teles. “Os espectros”, 1972, datilografado[16]
- Fernando de Almeida. “Os espectros”. Tradução feita nos anos 80, utilizado no espetáculo homônimo dirigido por Emílio Di Biasi, em São Paulo, 1985.
- Bárbara Heliodora. “Fantasmas”, editado pela Bertrand Brasil, s.l., em 1998. Foi utilizado no espetáculo homônimo dirigido por Nildo Parente, no Rio de Janeiro, 1998.[17]
- Susana Janic. Na obra “Peças escolhidas 3” (ao lado de Casa de Bonecas/ Os Pilares da Sociedade/ Um Inimigo do Povo). Portugal: Livros Cotovia (Coleção Teatro), 2008, ISBN 978-972-795-265-6

## Peças no Brasil

### 1895
- Nome: Spettri[18]
- Local: Rio de Janeiro
- Teatro: Estreia no Theatro Lyrico (Rio de Janeiro), em junho de 1895. Levada para o Teatro São José, em São Paulo, em julho de 1895.
- Produção: Companhia Italiana de Ermette Novelli
- Elenco: Ermette Novelli, Cassim, Carmello, Vestri, Giannini

### Ano indeterminado
- Nome: Spettri
- Local: Rio de Janeiro
- Produção: Companhia Italiana Memo Benassi
- Obs: a informação sobre essa peça foi obtida em Henrique Oscar. “Espectros no Arena da Guanabara”, Diário de Notícias, Rio de Janeiro, 26 de novembro de 1965[19]

### 1903
- Nome: Les revenants
- Local: Rio de Janeiro

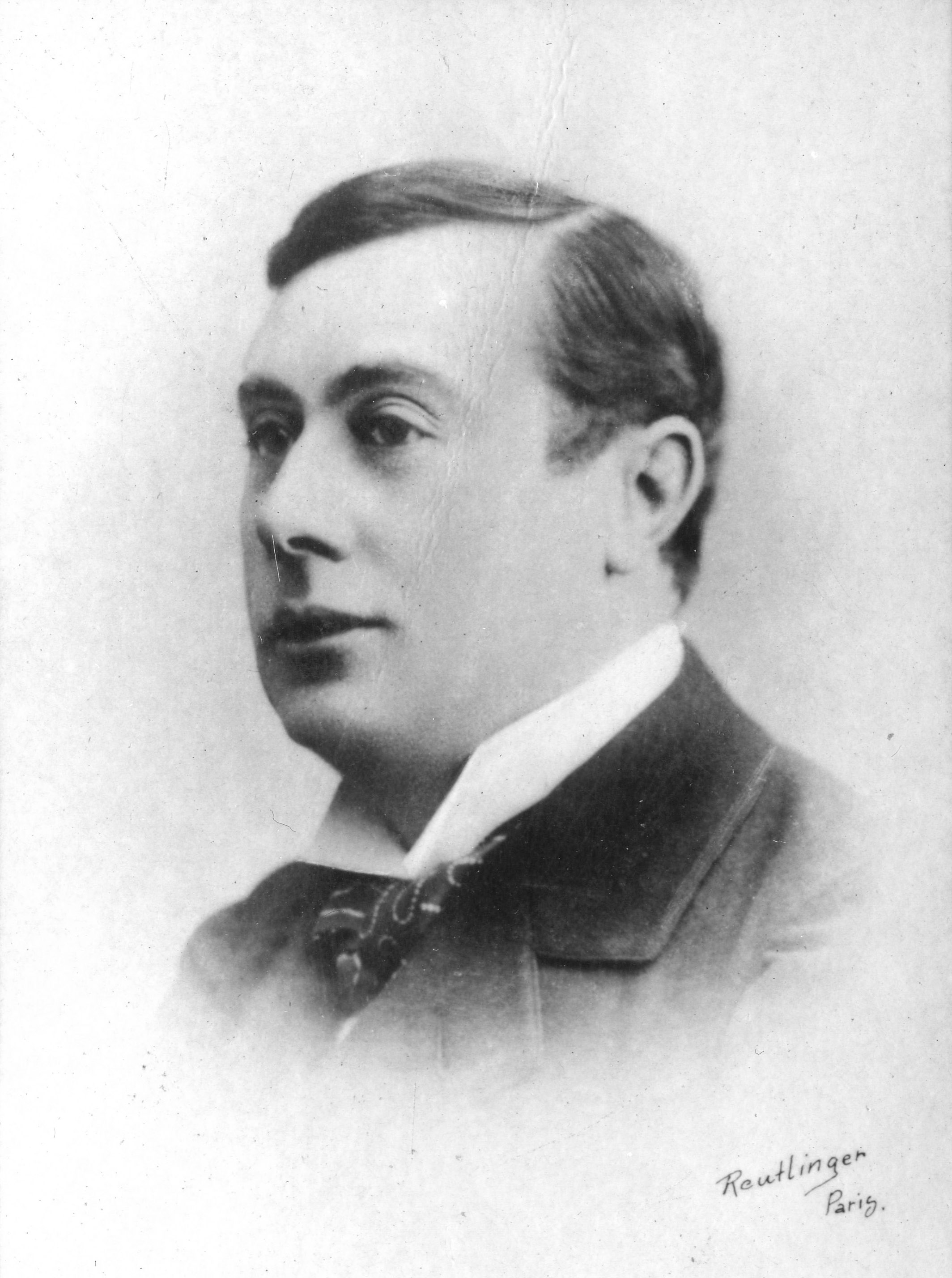
André Antoine, ator francês de “Les Revenants”, em 1903

- Teatro: Estreia no Theatro Lyrico, Rio de Janeiro, julho de 1903.
- Produção: Teatro Antoine
- Direção: Antoine
- Tradução: Rodolphe Dargens
- Elenco: André Antoine, Grumbach, Signoret, Mosnier, Luce Colas

### 1907
- Nome: Spettri
- Local: Rio de Janeiro
- Teatro: Estreia no Rio de Janeiro, em julho de 1907. Levada para o Teatro Sant’Anna, em São Paulo no mesmo mês e ano. Reestreia no Teatro Cassino Antártica, São Paulo, em setembro de 1915, sob produção da empresa South American Tour[20]
- Produção: Companhia Damática Italiana de Gustavo Salvini, Empresa J. Cateis On.
- Direção: Gustavo Salvini
- Elenco: Gustavo Salvini, I. Salvini, Tempesta, Fisana, Fantini

### 1915
- Nome: Spettri
- Local: São Paulo
- Produção: Companhia Damática Italiana de Gustavo Salvini, Empresa J. Cateis On., Empresa South American Tour
- Direção: Gustavo Salvini
- Elenco: Gustavo Salvini, I. Salvini, Tempesta, Fisana, Fantini

### 1924
- Nome: Spettri
- Local: São Paulo

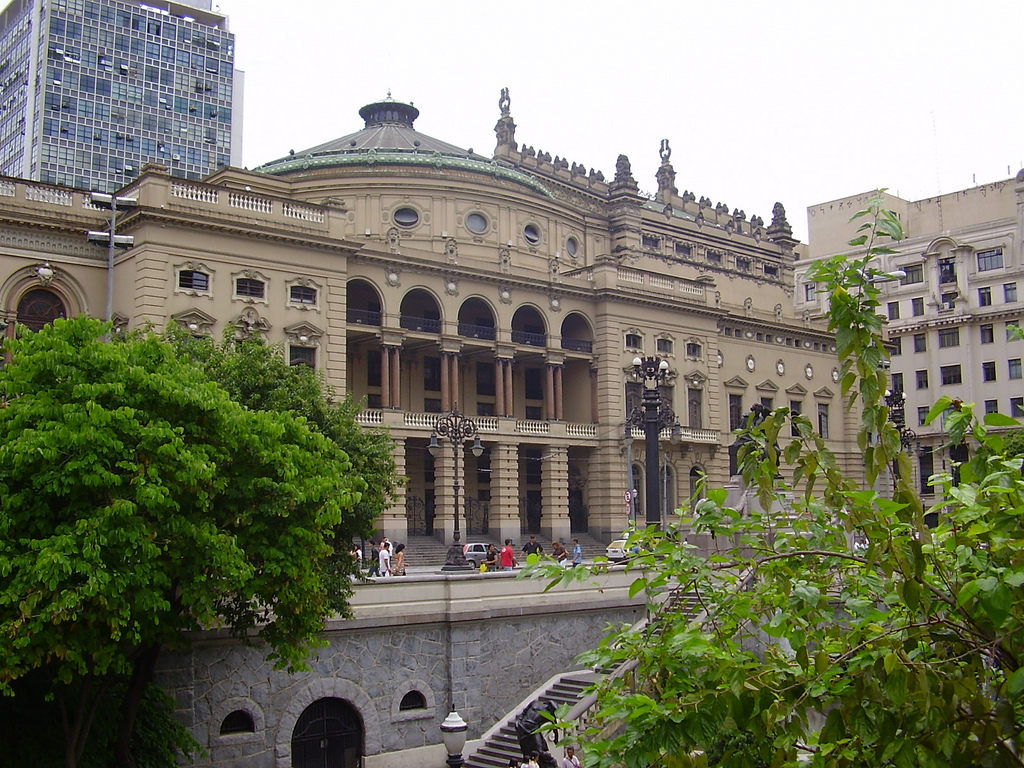
Teatro Municipal de São Paulo, onde a peça "Spettri" foi representada em 1924 e 1938

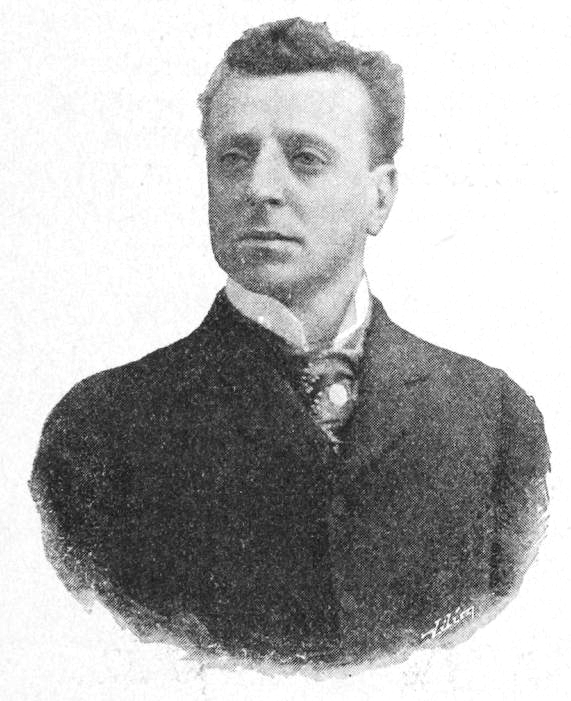
Ermete Zacconi, dono da Companhia italiana e ator italiano que interpretou “Spettri”, em 1924 e 1938

- Teatro: Estreia no Teatro Municipal de São Paulo (São Paulo), em janeiro de 1924. Reestreia no mesmo teatro em setembro de 1938[21]
- Produção: Companhia Damática Italiana Ermette Zacconi
- Direção: Emette Zacconi
- Elenco: Clio Olivetti, Ubaldo Stefani, Giuseppe Zacconi, Ermette Zacconi, Inês Cristina Zacconi

### 1938
- Nome: Spettri
- Local: São Paulo
- Teatro: Reestreia no Teatro Municipal de São Paulo (São Paulo), em setembro de 1938[21]
- Produção: Companhia Damática Italiana Ermette Zacconi
- Direção: Emette Zacconi
- Elenco: Clio Olivetti, Ubaldo Stefani, Giuseppe Zacconi, Ermette Zacconi, Inês Cristina Zacconi

### 1947
- Nome: Espectros
- Local: Rio de Janeiro
- Teatro: Estreia no Teatro Regina, Rio de Janeiro, em janeiro de 1947
- Produção: Teatro do Estudante de Minas Gerais
- Direção: João Ceschiatti
- Elenco: Léa Delba, João Ceschiatti, Nelson Medeiros

### 1948
- Nome: Espectros
- Local: Natal
- Teatro: Estreia no Teatro Carlos Gomes, Natal, fevereiro de 1948
- Produção: Teatro dos Estudantes da Bahia
- Direção: Armando Chaves
- Elenco: Ewerton Visco, Alba Gueudeville, Milton Gaúcho

- Nome: Os espectros
- Local: São Paulo
- Teatro: Estreia no Auditório do Instituto Caetano de Campos, São Paulo, em junho de 1948
- Produção: Teatro Universitário do C. A. Horácio Berlinck da Fundação Escola de Comércio Álvares Penteado (FECAP)
- Direção: Osmar Rodrigues Cruz
- Tradução: Augusto Soutelo
- Elenco: Suzete Eliezer, Hermínio Muchon, René Zmekhol

### 1949
- Nome: Espectros
- Local: Ponta Grossa
- Teatro: Estreia no Teatro Renascença em Ponta Grossa, maio de 1949
- Produção: O Teatro do Estudante do Paraná
- Direção: Lauro Simões Gonçalves, José Amando Maranhão, Carlos Dondeo Jr.
- Elenco: Terezinha C. Lima, Dante Ravaglio Jr., Roberto P. Leite

### 1952
- Nome: Espectros
- Local: Rio de Janeiro
- Teatro: Estreia no Teatro Duse, Rio de Janeiro, em setembro de 1952. Reestreia no Auditório Cláudio de Souza, no Rio de Janeiro, em julho de 1956, em homenagem ao 50º aniversário de falecimento de Ibsen.
- Produção: Paschoal Carlos Magno, Teatro do Estudante do Brasil
- Direção: Jorge Kossowsky
- Elenco: Myriam Carmem, Nelson Marianni, Eugênio Carlos, Beatriz Veiga, Hélcio de Souza. Na reestreia de 1956, o elenco passou a ser: Myriam Carmem, Luiz Carlos Saroldi, Belmiro Rodrigues, Hélio Carvalho, Mary Terezinha

### 1956
- Nome: Espectros
- Local: Rio de Janeiro
- Teatro: A reestreia da peça de 1952, no Auditório Cláudio de Souza, no Rio de Janeiro, em julho de 1956, foi em homenagem ao 50º aniversário de falecimento de Ibsen.
- Produção: PEN Clube do Brasil e Instituto de Cultura Brasil - Noruega
- Direção: Jorge Kossowsky
- Elenco: Myriam Carmem, Luiz Carlos Saroldi, Belmiro Rodrigues, Hélio Carvalho, Mary Terezinha

### 1958
- Nome: Os espectros
- Local: Recife
- Teatro: Estreia no I Festival de Teatro de Estudantes (Recife), em 1958. Reestreia no Teatro de Arena da Guanabara, Rio de Janeiro, em maio de 1966.
- Produção: Grupo 57
- Direção: Garcia Xavier
- Tradução: Alfredo Ferreira
- Elenco: Fábia Martino, Garcia Xavier, Aylton de Menezes, Agnes Xavier(ganhou o prêmio de atriz nesse festival), Hélio Carvalho

### Anos 60
- Nome: Espectros
- Local: Porto Alegre

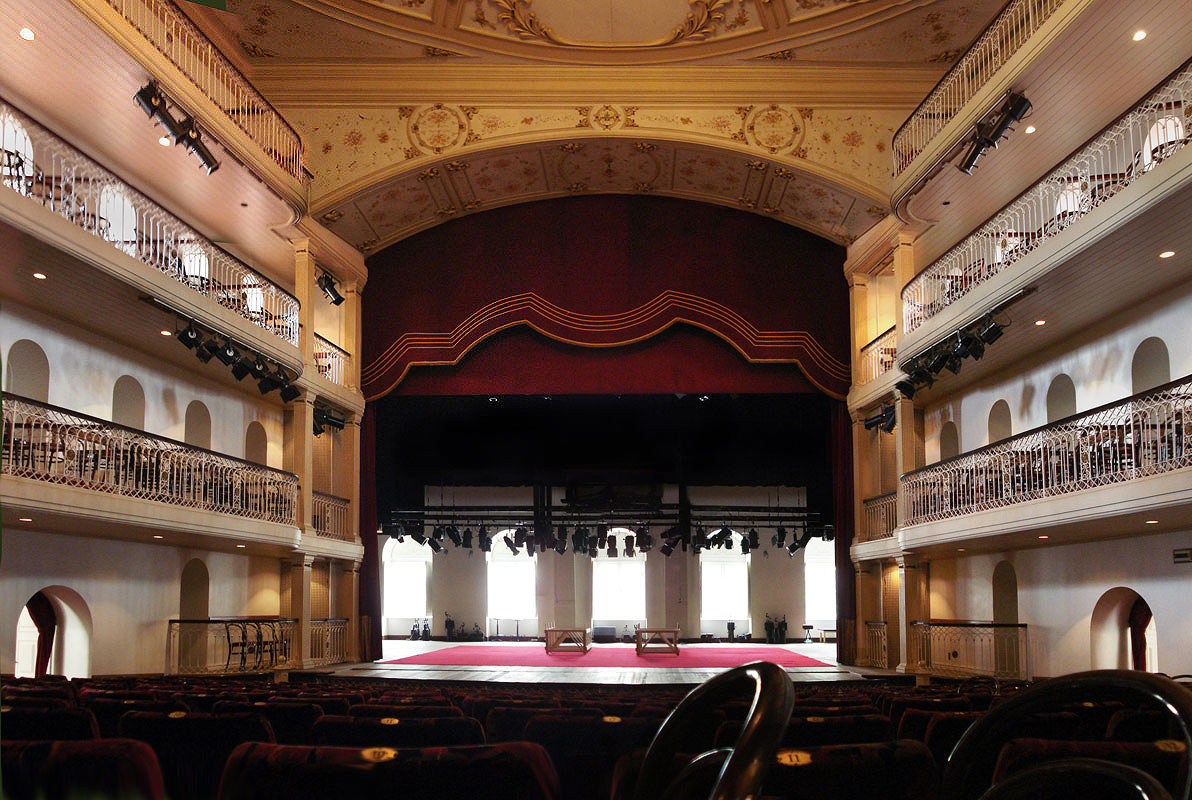
Palco do Theatro São Pedro, em Porto Alegre, onde a peça "Espectros" foi representada nos anos 60

- Teatro: Estreia no Theatro São Pedro, Porto Alegre, nos anos 60.
- Produção: Escola de Teatro Leopoldo Fróes
- Direção: Edmundo Cardoso
- Elenco: Edwaldo Kraetzig, Luiz D’Ávila, Flores D’Ávila, Edison Fagundes

### 1961
- Nome: Espectros
- Local: Rio de Janeiro
- Teatro: Estreia no Teatro São Jorge, Rio de Janeiro, em março de 1961
- Produção: Teatro do Rio
- Direção: Ziembinski
- Tradução: Ponte Paula Lima
- Elenco: Thelma Reston, Germano Filho, Ziembinski, Maria Sampaio, Rubens Correa

### 1965
- Nome: Os espectros
- Local: São Paulo
- Teatro: Estreia no Teatro Brasileiro de Comédia, São Paulo, em outubro de 1965
- Produção: Teatro da Cidade de São Paulo
- Direção: Alberto D'Aversa
- Elenco: Lélia Abramo, Dorothy Alvini, Sebastião Campos

### 1966
- Nome: Os espectros
- Local: Rio de Janeiro
- Teatro: Reestreia da peça de 1958 no Teatro de Arena da Guanabara, Rio de Janeiro, em maio de 1966.
- Produção: Grupo 57
- Direção: Garcia Xavier
- Tradução: Alfredo Ferreira
- Elenco: Agnes Fontoura, Hélio Carvalho, Júlio Garcia, Adriana Grecco, Edson Guimarães

### 1967
- Nome: Gespenster
- Local: São Paulo
- Teatro: Estreia no Teatro Aliança Francesa, São Paulo, em março de 1967
- Produção: Teatro Alemão de São Paulo
- Direção: Wolfram Guenther
- Elenco: Charlotte Koopmann, Tama Siguida, Wolfram Guenther

### 1969
- Nome: Os espectros
- Local: São Paulo
- Teatro: Estreia em São Paulo, em julho de 1969
- Direção: Anamaria Barreto
- Elenco: Lúcia Carvalho, Paulo Hesse, Ester Góes

### 1985
- Nome: Os espectros
- Local: São Paulo
- Teatro: Estreia no Teatro Domus, São Paulo, em agosto de 1985
- Produção: Tereza Teller Produções Artísticas
- Tradução: Alfredo de Almeida
- Direção e adaptação: Emílio Di Biasi
- Elenco: Lélia Abramo, Fernando de Almeida, Lineu Dias, Marta Volpiani
- e: Fantasmas
- Local: Rio de Janeiro
- Teatro: Estreia no Teatro Posto Seis, Rio de Janeiro, em janeiro de 1998
- Produção: Thaís Portinho
- Direção: Nildo Parente
- Elenco: Thaís Portinho, Leonardo Neto, Chico Tenreiro, Luis Magnelli

### 2011
- Nome: Espectros - um drama familiar[22]
- Local: Juiz de Fora, Minas Gerais
- Teatro: Na Casa de Cultura da UFJF, junho de 2011
- Produção: Cia Teatral Caravela das Artes
- Direção: Thiago Berzoini
- Elenco: Thiago Schaeffer, Aline Carvalho, Isabela Bianchi, Marcelo de Assis e Thiago Berzoini
- Nome: Espectros[23][24]
- Local: São Paulo
- Teatro: Teatro Anchieta - Sesc Consolação
- Produção: Cia. Mamba de Artes
- Direção: Francisco Medeiros
- Elenco: Clara Carvalho, Nelson Baskerville, Flávio Barollo, Patrícia Castilho.
- Adaptação de Ingmar Bergman (1918-2007) para a peça de Henrik Ibsen.

### 2016
- Nome: Espectros
- Local: Florianópolis e Joinville

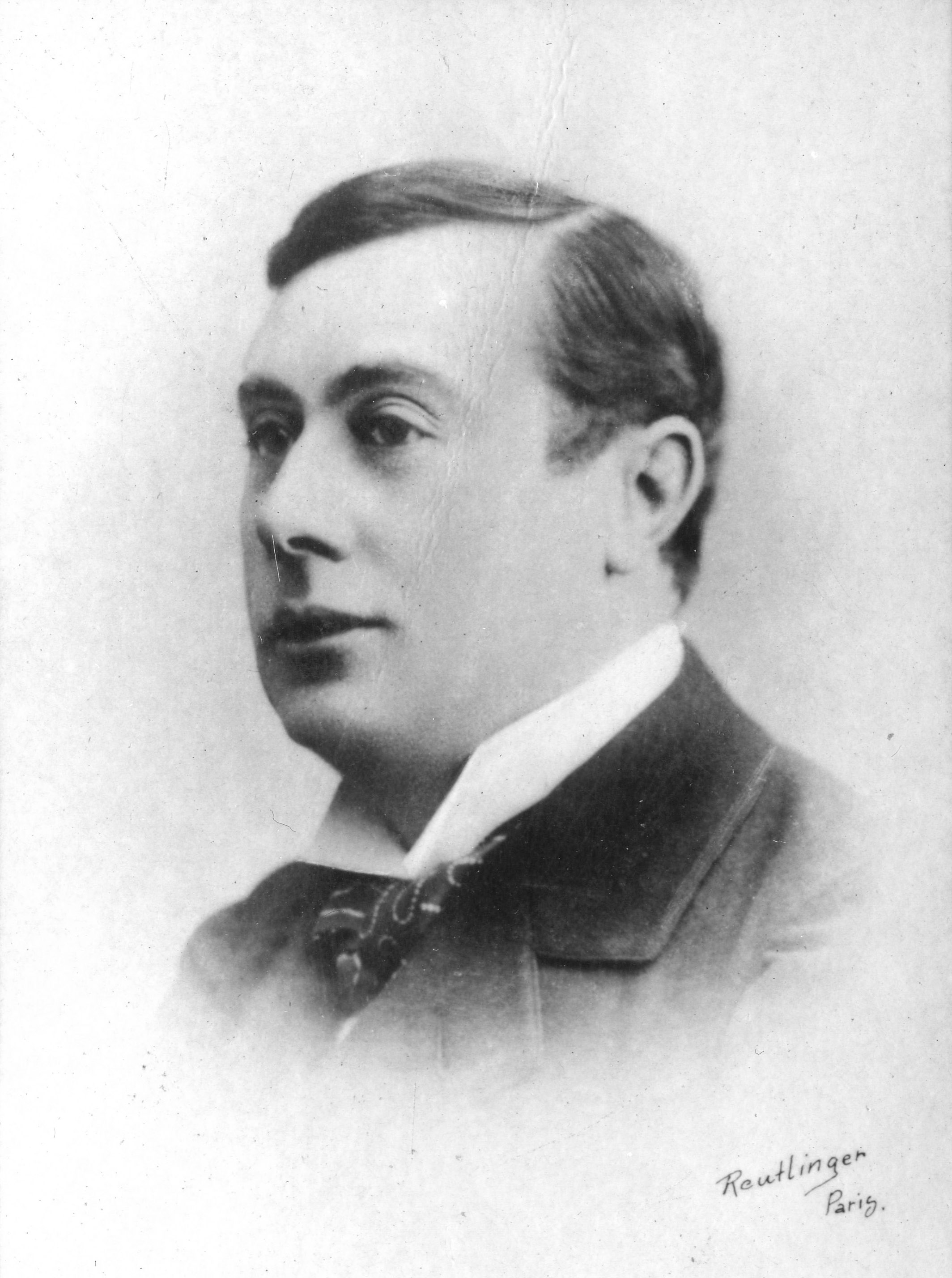
André Antoine, ator francês de “Les Revenants”, em 1903

- Teatro: Teatro SEST/SENAT, 21 de Maio, e, Teatro AJOTE 28 de Maio.
- Produção: Companhia Teatral A Tribo da Arte
- Direção: Nando Schweitzer
- Tradução e Adaptação: Nando Schweitzer
- Elenco: Carolina Verissimo, Jackson Bosa, Jhonatan Carraro, Nando Schweitzer, Pamela Marriot

## Adaptações para televisão
Fonte:

### 1954
- Nome: Os espectros
- Local: São Paulo
- Produção: TV Tupi, programa “Grande Teatro Tupi”
- Direção: Sérgio Britto

### 1956
- Nome: Os espectros
- Local: Rio de Janeiro
- Produção: TV Tupi, programa “Grande Teatro Tupi”, 30 de julho de 1956
- Direção: Sérgio Britto
- Elenco: Natália Timberg, Sérgio Britto, Ítalo Rossi, Fabio Sabag, Maria Helena

### 1959
- Nome: Os espectros
- Local: São Paulo
- Produção: TV Tupi, programa “Grande Teatro Tupi”, 9 de março de 1959